# 印融
印融（いんゆう／いんにゅう、1435年〈永享7年〉 - 1519年9月8日〈永正16年8月15日〉）は、室町時代の日本の学僧。『杣保隠遁鈔』を代表とする著作と多数の写本を残しており、1508年（永正5年）に書写した『塵袋』は国の重要文化財に指定されている。晩年は関東における真言宗の復興に努め、入寂の後、関東の談林60余ヶ所では印融の肖像を掲げて毎年供養したという。2018年（平成30年）には500回忌法会が三会寺と観護寺で行われた。

## 生涯
1435年（永享7年）、武蔵国都筑郡久保村（現・神奈川県横浜市緑区三保町）に生まれる。字（あざな）は頼乗。三保町には印融産湯の井戸が近年まであったという。
幼少の頃より仏門に入り、1459年（長禄3年）に三会寺（神奈川県横浜市港北区鳥山町）の賢継から醍醐三宝院流を伝授され、1469年（文明元年）に三会寺で西院流能禅方を伝授された。1469年（文明元年）頃から1474年（文明6年）頃までは高野山無量光院に滞在した。
1480年（文明12年）には観護寺（神奈川県横浜市緑区小山町）で西院流元瑜方を、寳生寺で西院流能禅方を伝授され、1481年（文明13年）に寳生寺で西院流元瑜方を伝授された。
1469年（応仁3年）以降、印融は多くの弟子に法を授けた。主な弟子として、龍華寺を開山した融弁と、高野山金剛峯寺の第187代検校となった覚融がいる。
生涯にわたって印融は多くの書を著し、厖大な数の書写をした。代表的な著作である『杣保隠遁鈔』20巻は80歳のときに完成した。

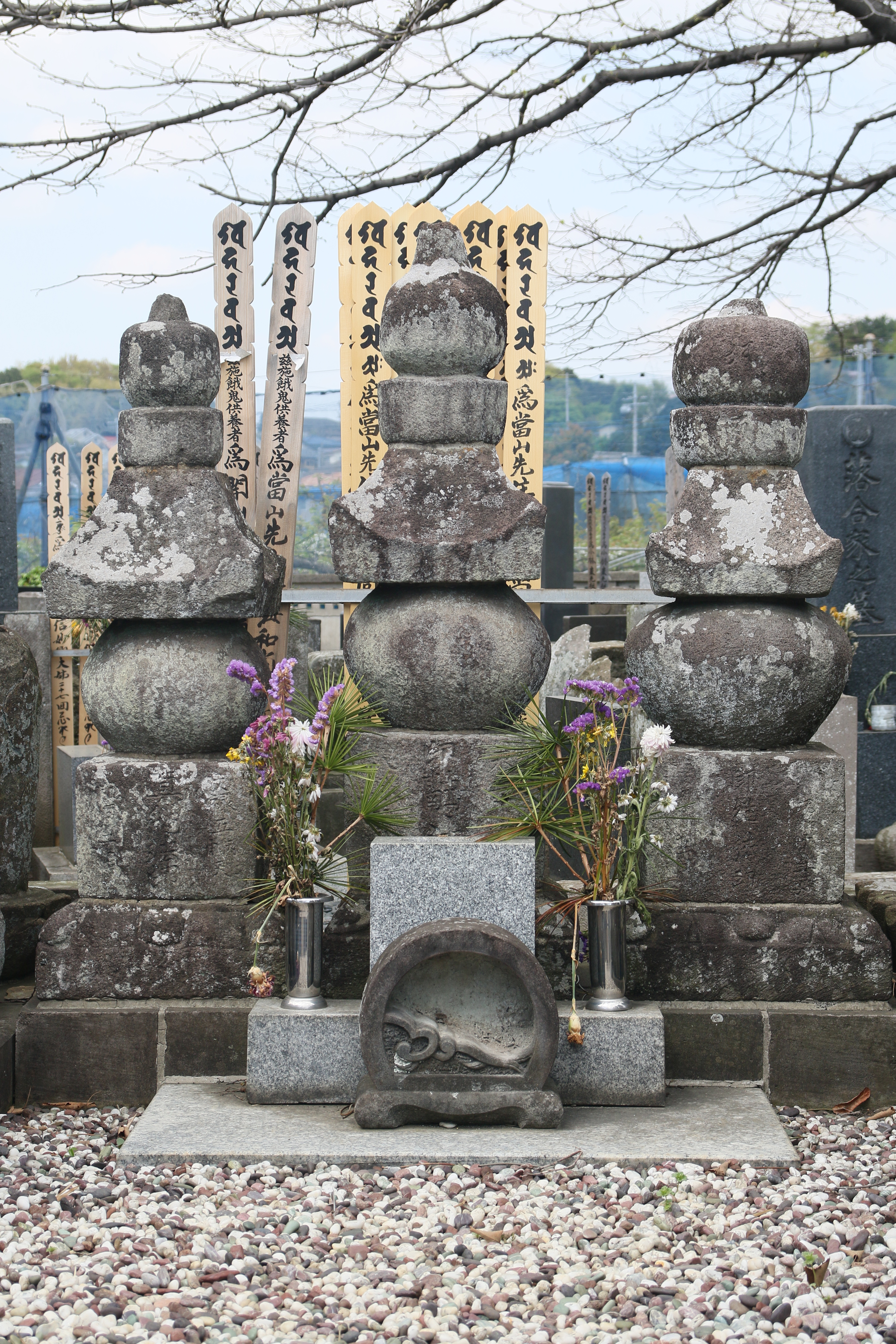
観護寺の印融法印墓（中央） 地輪に「印融法印」と刻む

1519年9月8日（永正16年8月15日）に観護寺または三会寺で入寂した。辞世の歌は「生留々茂阿字余里来礼波死杜天藻本農不生尓帰梨古曾須礼」。
観護寺および三会寺には五輪塔形式の印融の墓があり、いずれも横浜市の文化財として登録されている。また、東光寺（埼玉県入間市）にも墓碑がある。
入寂の後、関東の談林60余ヶ所では印融の肖像を掲げて毎年供養した。その一方で、東寺の亮恵ら中央の真言宗教団からは著作に対する痛烈な批判を受けた。

## 伝承
少年の頃、印融は久保谷戸の滝で心身を浄めてから勉学に励んだという。現在は滝水は流れていないが、不動明王が祀られており、久保谷戸 お滝様として緑区遺産に登録された。
印融は読書を好み、外出の際には必ず牛の鞍に文卓を付けて行ったと『本朝高僧伝』は記している。三会寺に伝わる江戸時代の印融像（紙本着色、縦162.1・横49.5センチメートル）においても、印融は牛に乗って巻物を読み、牛の角には経巻がかけられている。
恩田川に架かる小山橋はかつて念仏橋と呼ばれ、印融が架けたと伝えられており、緑区遺産に登録された。

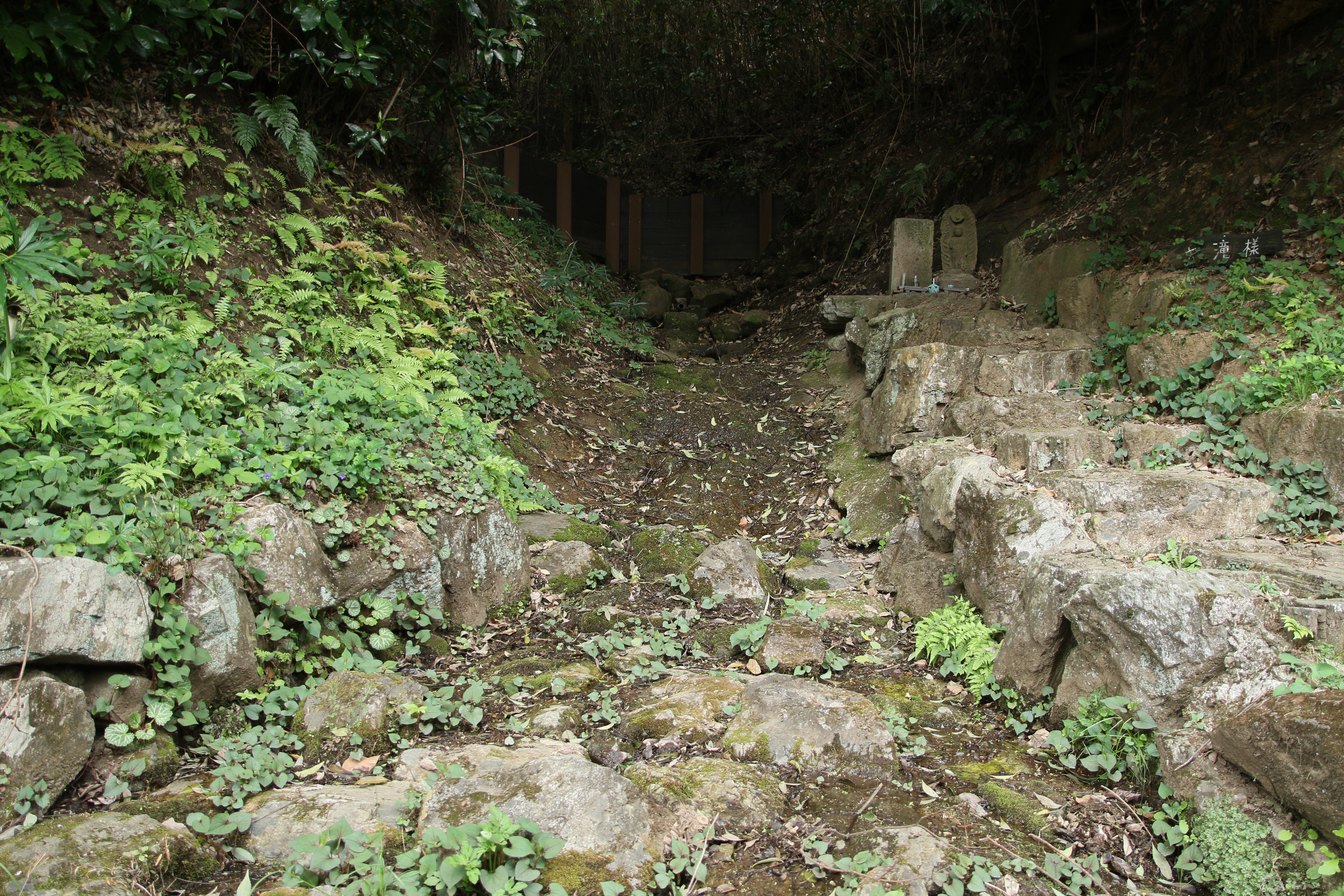
久保谷戸 お滝様
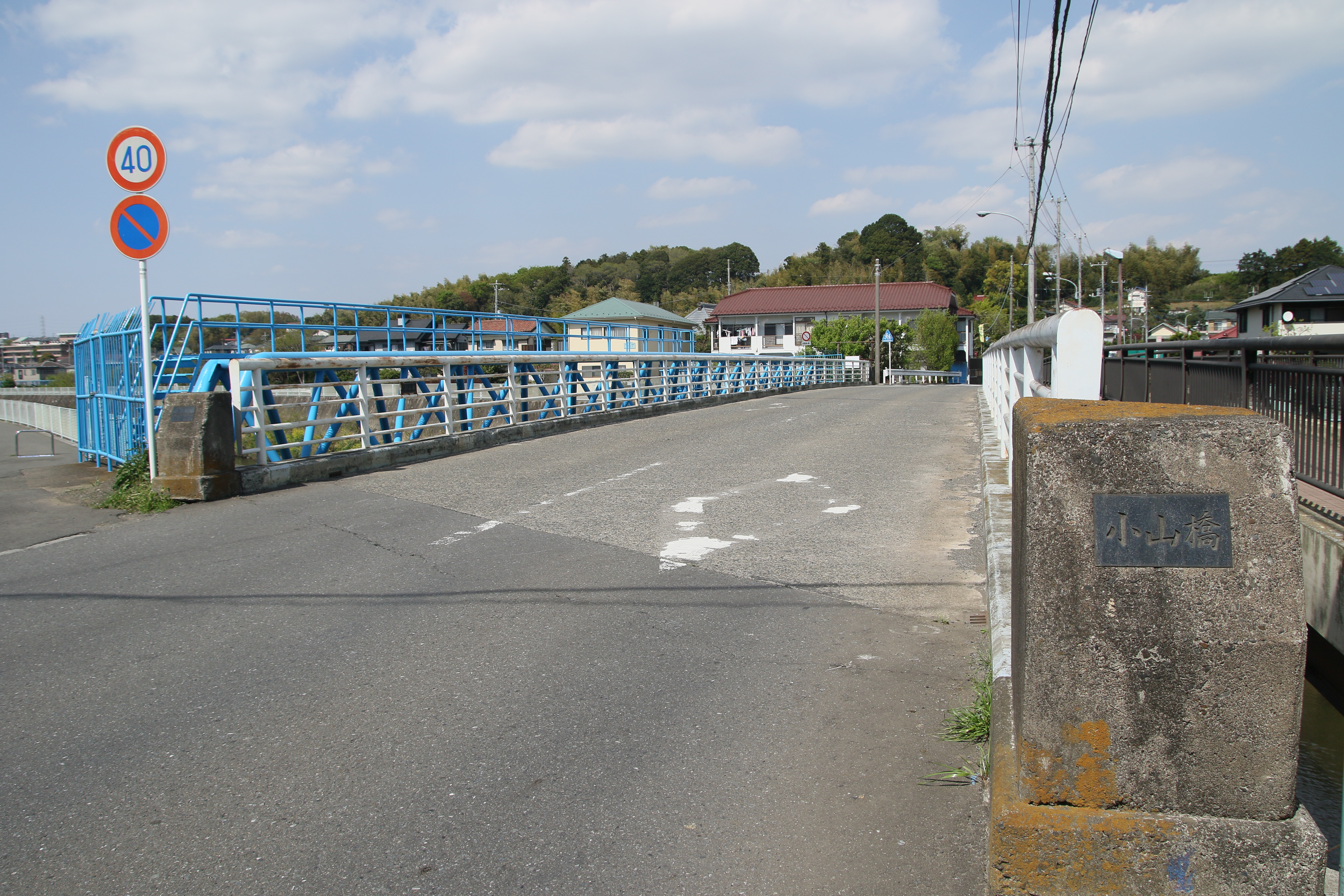
小山橋（念仏橋跡）

## 著作と写本
印融が残した著作と写本は、真言、悉曇、音韻、漢詩、密教図像、辞典等、広きにわたり数も多い。しかし、印融の著作の目的は主に弟子の育成にあったため、一部の例外を除くと、自宗内にとどまり世俗への広がりには欠けるものであった。

### 著作
- 『杣保隠遁鈔』
- 『釈論指南鈔』
- 『大疏指南鈔』
- 『釈論愚案鈔』
- 『十住心論広名目』
- 『古筆拾集鈔』
- 『金胎句義鈔』
- 『大疏愚案鈔』
- 『釈論安養鈔』
- 『文筆問答鈔』
- 『諸真言句義』
- 『二十四帖』
- 『三中不同鈔』
- 『三宝院流私鈔』
- 『大疏詮要鈔』
- 『金胎曼荼羅鈔』
- 『釈論名目』
- 『三宝院護摩鈔』
- 『作法集口決』
- 『三西御不同鈔』
- 『秘蔵記肝文私鈔』
- 『秘鍵文筆問答鈔』
- 『三教指帰文筆解知鈔』
- 『諸尊表白集』

等、多数あり、『国書総目録』には157の著作が収録されている。

### 写本
- 『塵袋』 - 国の重要文化財に指定されている（東京国立博物館蔵）[4]。
- 『韻鏡』[2]
- 『悉曇問答』[3][25]
- 『西院八結』 - 印融が書写した元瑜方の『西院八結』が龍華寺に伝わり、「龍華寺聖教」（4,686点）の一部として横浜市の有形文化財に指定されている[26]。

## 寺院

### 中興した寺院
以下の寺院は印融が中興したと伝えられている。
- 観護寺（神奈川県横浜市緑区）[3][27]
- 三会寺（神奈川県横浜市港北区）[28]
- 高野山無量光院[29]
- 即清寺（東京都青梅市）[3][30][31]
- 玉蔵院（埼玉県さいたま市浦和区）[3][32]
- 東光寺（埼玉県入間市）[33][34]

### ゆかりの寺院
- 王禅寺（神奈川県川崎市麻生区） - 1488年（長享2年）に当寺にて『十八道真言句義』『三宝院護摩私抄』『三教指帰私抄』を著した[35][9]。
- 錫杖寺（埼玉県川口市） - 1491年（延徳3年）に滞在し、『諸尊表白抄』を著した[35][36]。
- 長源寺（神奈川県横浜市旭区） - 像の底部に「永正十年三月 印融奇附〔ママ〕 恵心作」と墨書された木像大日如来坐像が伝わり[37]、横浜市の文化財に指定されている[18]。
- 無量光院（和歌山県伊都郡高野山） - 横浜に於いて布教活動する以前に住職を務める。[38]